# Het gefoefel met de zak
Het gefoefel met de zak is het negende album uit de Belgische stripreeks De avonturen van Urbanus en verscheen in 1985. Het werd getekend door Willy Linthout en bedacht door Urbanus zelf.

## Verhaal
Urbanus raakt in het bezit van de authentieke zak van Sinterklaas. Iedereen kan, door "Sinterklaas kapoentje, leg wat in mijn schoentje" te zingen, uit die zak tevoorschijn toveren wat hij maar wenst. Maar de beruchte gangsters Stef, Staf en Stylo, die op geld en macht uit zijn, stelen de zak van Urbanus, met alle gevolgen van dien.

## Trivia
Er gebeurt iets gelijkaardigs in de aflevering The Night of the Meek van The Twilight zone (1959). Daar vindt een man in een steegje de zak van de Kerstman die ook schijnbaar bodemloos gevuld zit met cadeautjes.